# White Night World Tour
White Night World Tour é a segunda turnê mundial do cantor sul-coreano Taeyang, realizada em apoio a seu terceiro álbum de estúdio White Night (2017). Ela iniciou-se em 8 de julho de 2017 na cidade de Chiba no Japão e visitou dezenove cidades ao redor do mundo.

## Antecedentes
Em janeiro de 2017, a YG Entertainment anunciou que Taeyang estava trabalhando em um novo álbum a ser lançado no primeiro semestre do ano, e que realizaria uma nova turnê para apoiar seu lançamento. Em 31 de março, foi relevado através da YGEX, que Taeyang iria apresentar-se através de dois concertos no Chiba Marine Stadium no Japão. Posteriormente em 21 de abril, dois novos concertos foram anunciados no país, desta vez na cidade de Kobe, com expectativa de público de 140,000 mil pessoas para as quatro apresentações. Mais tarde em 4 de julho, foi divulgado que a turnê seria mundial e dois dias depois, Taeyang anunciou através de seu Instagram pessoal, duas apresentações em Seul, Coreia do Sul, para os dias 26 e 27 de agosto. O restante da etapa Asiática da White Night World Tour foi revelada em 10 de agosto, com a adição de oito países, incluindo Filipinas, Hong Kong, Tailândia, Indonésia, Malásia, Macau, Singapura e Taiwan. Totalizando 
dezenove cidades ao redor do mundo.
Em 12 de julho, foram divulgados os concertos a serem realizados na América do Norte, marcando a primeira apresentação de Taeyang como um solista no continente. Suas apresentações foram anunciadas para oito cidades, sendo duas delas no Canadá e seis nos Estados Unidos. Em 28 de julho, o concerto a ser realizado em Los Angeles foi remarcado de 13 para 12 de setembro, além do local ter sido alterado do Hollywood Palladium para o The Wiltern. Em Vancouver, devido a alta demanda, uma segunda apresentação foi adicionada para a data de 14 de setembro.

## Repertório
1. "Ringa Linga"
2. "Body"
3. "Superstar"
4. "Break Down"
5. "Only Look at Me"
6. "Wedding Dress"
7. "1AM"
8. "You’re My"
9. "I Need a Girl"
10. "So Good"
11. "Love You to Death"
12. "Fear"
13. "Last Dance"
14. "Eyes, Nose, Lips"

Bis
1. "Good Boy"
2. "Stay With Me"
3. "Body"
4. "Bang Bang Bang"
5. "Fantastic Baby"
6. "Eyes, Nose, Lips"

1. "Ringa Linga"
2. "Body"
3. "Super Star"
4. "Wake Me Up"
5. "Only Look at Me"
6. "Wedding Dress"
7. "Amazin'"
8. "1AM"
9. "Naked"
10. "So Good"
11. "I Need a Girl"
12. "Empty Road"
13. "Ride"
14. "Tonight"
15. "Love You to Death"
16. "Fear"
17. "Last Dance"
18. "Darling"

Bis
1. "Super Star"
2. "Good Boy"
3. "Stay With Me"
4. "Bang Bang Bang"
5. "Fantastic Baby"
6. "Eyes, Nose, Lips"

- A White Night World Tour teve início sem Taeyang ter lançado o álbum White Night, o que ocorreu em 16 de agosto, desta forma, o repertório dos concertos realizados no Japão, não contou com as canções do álbum, que só foram inseridas a partir dos concertos realizados na Coreia do Sul.

- Durante os concertos realizados no Japão, os grupos Winner e Black Pink, apresentaram-se como o ato de abertura da turnê. Com o primeiro apresentando-se em 8 e 9 de julho de 2017 em Chiba e o segundo em 5 e 6 de agosto em Kobe.[11][12]
- No concerto de encerramento realizado em 29 de outubro, Taeyang recebeu seu companheiro de Big Bang, Seungri,[13] e interpretaram juntos "Eyes, Nose, Lips" e canções do Big Bang incluindo, "Bang Bang Bang" e "Fantastic Baby".

## Datas da turnê
| Data                   | Cidade       | País           | Local                                | Público |
| Ásia                   | Ásia         | Ásia           | Ásia                                 | Ásia    |
| ---------------------- | ------------ | -------------- | ------------------------------------ | ------- |
| 8 de julho de 2017     | Chiba        | Japão          | Chiba Marine Stadium                 | 50,000  |
| 9 de julho de 2017     | Chiba        | Japão          | Chiba Marine Stadium                 | 50,000  |
| 5 de agosto de 2017    | Kobe         | Japão          | Kobe Sports Park Baseball Stadium    | —       |
| 6 de agosto de 2017    | Kobe         | Japão          | Kobe Sports Park Baseball Stadium    | —       |
| 26 de agosto de 2017   | Seul         | Coreia do Sul  | Jamsil Arena                         | —       |
| 27 de agosto de 2017   | Seul         | Coreia do Sul  | Jamsil Arena                         | —       |
| América do Norte       |              |                |                                      |         |
| 30 de agosto de 2017   | Toronto      | Canadá         | International Centre                 | —       |
| 1 de setembro de 2017  | Nova Iorque  | Estados Unidos | The Theatre at Madison Square Garden | 3,509   |
| 3 de setembro de 2017  | Chicago      | Estados Unidos | Aragon Ballroom                      | 1,756   |
| 6 de setembro de 2017  | Atlanta      | Estados Unidos | Cobb Energy Performing Arts Centre   | —       |
| 8 de setembro de 2017  | Dallas       | Estados Unidos | The Bomb Factory                     | —       |
| 10 de setembro de 2017 | San José     | Estados Unidos | City National Civic                  | —       |
| 12 de setembro de 2017 | Los Angeles  | Estados Unidos | The Wiltern                          | —       |
| 14 de setembro de 2017 | Vancouver    | Canadá         | The Orpheum                          | —       |
| 15 de setembro de 2017 | Vancouver    | Canadá         | The Orpheum                          | —       |
| Ásia                   |              |                |                                      |         |
| 22 de setembro de 2017 | Manila       | Filipinas      | Smart Araneta Coliseum               | —       |
| 24 de setembro de 2017 | Chek Lap Kok | Hong Kong      | AsiaWorld-Expo Hall 10               | —       |
| 30 de setembro de 2017 | Bancoque     | Tailândia      | Impact Challenger Hall 1             | —       |
| 13 de outubro de 2017  | Jacarta      | Indonésia      | JIExpo                               | —       |
| 15 de outubro de 2017  | Kuala Lumpur | Malásia        | Stadium Negara                       | 5,000   |
| 21 de outubro de 2017  | Cotai        | Macau          | Studio City Event Center             | —       |
| 27 de outubro de 2017  | one-north    | Singapura      | Star Theatre                         | 5,000   |
| 29 de outubro de 2017  | Taipé        | Taiwan         | Linkou Stadium                       | 5,000   |
| Total                  | Total        | Total          | Total                                | 70,265  |

## Faturamento
| Local                                | Cidade      | Ingressos vendidos / Disponíveis | Receita  |
| ------------------------------------ | ----------- | -------------------------------- | -------- |
| The Theatre at Madison Square Garden | Nova Iorque | 3,509 / 5,322 (65.9%)            | $539,949 |
| Linkou Stadium                       | Taipé       | 5,000 / 5,000 (100%)             | $667,555 |
| Aragon Ballroom                      | Chicago     | 1,756 / 4,873 (36%)              | $303,250 |